# أولمبيا (واشنطن)
أولمبيا (بالإنجليزية: Olympia)‏ هي عاصمة ولاية واشنطن الأمريكية ومقر مقاطعة ثورستون. تم تأسيسها في 28 يناير 1859. بلغ عدد سكانها 46,478 نسمة في تعداد عام 2010. وهي تحد مدينة لاسي إلى الشرق و تومواتير إلى الجنوب. أولمبيا هي مركز ثقافي رئيسي في منطقة بوغيت ساوند. تقع أولمبيا على بعد 60 ميلا (100 كم) جنوب غرب سياتل، أكبر مدن ولاية واشنطن، وتقع ضمن حدود منطقة سياتل الإحصائية المشتركة.

## التركيبة السكانية
حدّد مكتب تعداد الولايات المتحدة بيانات التركيبة السكانية لأولمبيا في تعداد الولايات المتحدة. في ما يلي، التركيبة السكانية حسب تعدادي 2000 و2010.

### تعداد عام 2000
بلغ عدد سكان أولمبيا 42,514 نسمة بحسب تعداد عام 2000، وبلغ عدد الأسر 18,670 أسرة وعدد العائلات 9,968 عائلة مقيمة في المدينة. في حين سجلت الكثافة السكانية 817.3 نسمة لكل كيلومتر مربع (2,116.8/ميل2). وبلغ عدد الوحدات السكنية 19,738 وحدة بمتوسط كثافة قدره 379.4 لكل كيلومتر مربع (982.6/ميل2).
وتوزع التركيب العرقي للمدينة بنسبة 85.26% من البيض و1.89% من الأمريكيين الأفارقة و1.30% من الأمريكيين الأصليين و5.82% من الأمريكيين ذوي الأصول الآسيوية و0.29% من سكان جزر المحيط الهادئ و1.68% من الأعراق الأخرى و3.76% من عرقين مختلطين أو أكثر و4.38% من الهسبانيون أو اللاتينيون من أي عرق.
بلغ عدد الأسر 18,670 أسرة كانت نسبة 28.6% منها لديها أطفال تحت سن الثامنة عشر تعيش معهم، وبلغت نسبة الأزواج القاطنين مع بعضهم البعض 39.6% من أصل المجموع الكلي للأسر، ونسبة 10.4% من الأسر كان لديها معيلات من الإناث دون وجود شريك، بينما كانت نسبة 3.4% من الأسر لديها معيلون من الذكور دون وجود شريكة وكانت نسبة 46.6% من غير العائلات. تألفت نسبة 35.2% من أصل جميع الأسر من عدة أفراد يعيشون في نفس المنزل ونسبة 10.7% كانت تتألف من شخص يعيش بمفرده يبلغ من العمر 65 عاماً أو أكثر. وبلغ متوسط حجم الأسرة المعيشية 2.21، أما متوسط حجم العائلات فبلغ 2.88.
بلغ العمر الوسطي للسكان 36.0 عاماً. وكانت نسبة 21.4% من القاطنين تحت سن الثامنة عشر، وكانت نسبة 11.6% بين الثامنة عشر والرابعة والعشرين عاماً، ونسبة 29.5% كانت واقعةً في الفئة العمرية ما بين الخامسة والعشرين والرابعة والأربعين عاماً، ونسبة 22.5% كانت ما بين الخامسة والأربعين والرابعة والستين، ونسبة 11.9% كانت ضمن فئة الخامسة والستين عاماً فما فوق. يوجد لكل 100 أنثى 90.6 ذكر، ويوجد لكل 100 أنثى في الثامنة عشر من عمرها فما فوق 86.9 ذكر.
بلغ متوسط دخل الأسرة في المدينة 37,110 دولارًا، أما متوسط دخل العائلة فبلغ 52,691 دولارًا. وكان متوسط دخل الذكور 36,333 دولارًا مقابل 30,503 دولارًا للإناث. وسجل دخل الفرد الخاص بالمدينة 20,310 دولارًا. وكانت نسبة 3.9% من العائلات ونسبة 8.6% من السكان تحت خط الفقر، وكان من هؤلاء نسبة 6.4% تحت سن الثامنة عشر ونسبة 8.9% في الخامسة والستين من العمر وما فوق.

### تعداد عام 2010
بلغ عدد سكان أولمبيا 46,478 نسمة بحسب تعداد عام 2010، وبلغ عدد الأسر 20,761 أسرة وعدد العائلات 10,672 عائلة مقيمة في المدينة. في حين سجلت الكثافة السكانية 893.5 نسمة لكل كيلومتر مربع (2,314.2/ميل2). وبلغ عدد الوحدات السكنية 22,086 وحدة بمتوسط كثافة قدره 424.6 لكل كيلومتر مربع (1,099.7/ميل2).
وتوزع التركيب العرقي للمدينة بنسبة 83.68% من البيض و2% من الأمريكيين الأفارقة و1.07% من الأمريكيين الأصليين و6.02% من الأمريكيين ذوي الأصول الآسيوية و0.39% من سكان جزر المحيط الهادئ و1.82% من الأعراق الأخرى و5.01% من عرقين مختلطين أو أكثر و6.28% من الهسبانيون أو اللاتينيون من أي عرق.
بلغ عدد الأسر 20,761 أسرة كانت نسبة 25.6% منها لديها أطفال تحت سن الثامنة عشر تعيش معهم، وبلغت نسبة الأزواج القاطنين مع بعضهم البعض 36.2% من أصل المجموع الكلي للأسر، ونسبة 11.3% من الأسر كان لديها معيلات من الإناث دون وجود شريك، بينما كانت نسبة 3.9% من الأسر لديها معيلون من الذكور دون وجود شريكة وكانت نسبة 48.6% من غير العائلات. تألفت نسبة 36.3% من أصل جميع الأسر من عدة أفراد يعيشون في نفس المنزل ونسبة 11.7% كانت تتألف من شخص يعيش بمفرده يبلغ من العمر 65 عاماً أو أكثر. وبلغ متوسط حجم الأسرة المعيشية 2.18، أما متوسط حجم العائلات فبلغ 2.83.
بلغ العمر الوسطي للسكان 38.0 عاماً. وكانت نسبة 19.5% من القاطنين تحت سن الثامنة عشر، وكانت نسبة 11.2% بين الثامنة عشر والرابعة والعشرين عاماً، ونسبة 28.6% كانت واقعةً في الفئة العمرية ما بين الخامسة والعشرين والرابعة والأربعين عاماً، ونسبة 26.8% كانت ما بين الخامسة والأربعين والرابعة والستين، ونسبة 13.9% كانت ضمن فئة الخامسة والستين عاماً فما فوق. وتوزع التركيب الجنسي للسكان بنسبة 47.3% ذكور و52.7% إناث.

## توأمة
لأولمبيا (واشنطن) اتفاقيات توأمة مع:
- كاتو

## أعلام
- باربرا دونالد
- بيتر كينيدي
- راشيل كوري
- ثوم جونز
- إلويس مومفورد
- كيسي كيلر
- بيرت ويلسون
- باريت مارتن
- بوب هوبريغس
- مايك لوري